# Nāḩiyat Shaqqā
Nāḩiyat Shaqqā (arabiska: ناحية شقّا) är ett subdistrikt i Syrien.   Det ligger i provinsen as-Suwayda', i den södra delen av landet, 80 km sydost om huvudstaden Damaskus.
Trakten runt Nāḩiyat Shaqqā är ofruktbar med lite eller ingen växtlighet. Runt Nāḩiyat Shaqqā är det glesbefolkat, med 10 invånare per kvadratkilometer.